# Canton de Chailland
Le canton de Chailland est une ancienne division administrative française située dans le département de la Mayenne et la région Pays de la Loire.

## Géographie
Ce canton était organisé autour de Chailland dans l'arrondissement de Laval. Son altitude varie de 52 m (Andouillé) à 224 m (Juvigné) pour une altitude moyenne de 156 m.

## Représentation

### Conseillers généraux de 1833 à 2015
| Période | Période      | Identité                       | Étiquette    | Qualité                                                                                   |
| ------- | ------------ | ------------------------------ | ------------ | ----------------------------------------------------------------------------------------- |
| 1833    | 1839         | Jean-François Barré-Bertery    |              | Marchand de vins à Laval                                                                  |
| 1839    | 1871         | Prosper Gasté                  |              | Avocat, président du tribunal civil de Laval en 1851                                      |
| 1871    | 1889         | Jules-René Fay-Lacroix         | Républicain  | Avocat, avoué, maire de Laval (1875-1878)                                                 |
| 1889    | 1915 (décès) | Alfred Dominique (1852-1915)   | Républicain  | Avocat à Laval, adjoint au maire de Laval                                                 |
| 1915    | 1919         | siège vacant                   |              |                                                                                           |
| 1919    | 1940         | Constant Jouis                 | Rad.         | Médecin, maire d'Andouillé (1905-1945), sénateur (1920-1924), conseiller d'arrondissement |
|         |              |                                |              |                                                                                           |
| 1945    | 1949         | Constant Jouis                 | Rad.         | Médecin, conseiller municipal d'Andouillé                                                 |
| 1949    | 1967         | Baptiste Beucher               | Rad.         | Menuisier-ébéniste, maire d'Andouillé (1945-1982)                                         |
| 1967    | 1973         | Raymond du Breil de Pontbriand | DVD          | Propriétaire-exploitant, maire de Juvigné                                                 |
| 1973    | 1979         | René Boullier de Branche       | RI, puis UDF | Conseiller du Secrétaire général des Nations unies, député de 1978 à 1981, Chailland      |
| 1979    | 1992         | Anne-Marie de Branche          | UDF-PR       | Maire de Chailland (1983-1995)                                                            |
| 1992    | 1998         | Pierre-Marie Jammes            | DVD puis MPF | Chef d'entreprise à Andouillé                                                             |
| 1998    | 2011         | Gérard Lemonnier               | UDF puis DVD | Agriculteur, maire de Juvigné depuis 1995, vice-président du conseil général              |
| 2011    | 2015         | Claude Tarlevé                 | DVD          | Agriculteur retraité, maire de La Bigottière, élu en 2015 dans le canton d'Ernée          |

### Conseillers d'arrondissement (de 1833 à 1940)
| Période                                  | Période      | Identité                                            | Étiquette   | Qualité |
| ---------------------------------------- | ------------ | --------------------------------------------------- | ----------- | --- |
| 1833                                     | 1836         | Frédéric Sorieul                                    |             | Maire de Saint-Hilaire-des-Landes                                                                           |
| 1836                                     | 1842         | Jacques Turpin                                      |             | Ancien négociant à Laval                                                                                    |
| 1842                                     | 1848         | M. Ferrand                                          |             | Maire de Juvigné                                                                                            |
| 1848                                     | 1869 (décès) | Joseph Marie Lévesque de La Bérangerie (1796-1869)  |             | Notaire, juge auditeur, maire de Saint-Germain-le-Guillaume                                                 |
|                                          |              |                                                     |             | |
| 1871                                     | 1877         | Jacques Léonce Turpin de La Tréhardière (1829-1905) |             | Propriétaire à Laval                                                                                        |
| 1877                                     | 1882 (décès) | Henri Trideau                                       |             | Médecin, maire d'Andouillé                                                                                  |
| 1882                                     | 1889         | Eugène François Joseph Pays                         | Républicain | Ancien notaire à Chailland, maire de Juvigné, président du comice agricole                                  |
| 1889                                     | 1891 (décès) | Émile Chabrun                                       | Républicain | Docteur en médecine, adjoint au maire d'Andouillé                                                           |
| 1891                                     | 1895         | Augustin Besneux                                    | Royaliste   | Médecin à Andouillé                                                                                         |
| 1895                                     | 1904         | Frédéric Chaplet                                    | Républicain | Industriel à Rochefort, Andouillé, président du conseil d'arrondissement                                    |
| 1904                                     | 1919         | Constant Jouis                                      | Rad.        | Médecin, maire d'Andouillé (1905-1945)                                                                      |
| 1919                                     | 1929 (décès) | Julien Genouel                                      | Gauche      | Propriétaire exploitant, maire de Juvigné                                                                   |
| 1929                                     | 1940         | Ferdinand-Louis Gaultier                            | RG          | Notaire, maire de Juvigné                                                                                   |
| 1940                                     |              |                                                     |             | Les conseils d'arrondissement ont été suspendus par la loi du 12 octobre 1940 et n'ont jamais été réactivés |
| Les données manquantes sont à compléter. |              |                                                     |             | |

Le canton participe à l'élection du député de la troisième circonscription de la Mayenne.
Source : Répertoire numérique des annuaires administratifs de la Mayenne. https://archives.lamayenne.fr/archives-en-ligne/ead.html?id=FRAD053_2NUM242&c=FRAD053_2NUM242_e0000017&qid=

## Composition
Le canton de Chailland comptait 10 074 habitants en 2012 (population municipale) et groupait neuf communes :
- Andouillé ;
- La Baconnière ;
- La Bigottière ;
- Chailland ;
- La Croixille ;
- Juvigné ;
- Saint-Germain-le-Guillaume ;
- Saint-Hilaire-du-Maine ;
- Saint-Pierre-des-Landes.

À la suite du redécoupage des cantons pour 2015, toutes les communes sont rattachées au canton d'Ernée.
Contrairement à beaucoup d'autres cantons, le canton de Chailland ne compte aucune commune supprimée depuis la création des communes sous la Révolution.

## Démographie
| 1962  | 1968  | 1975  | 1982  | 1990  | 1999  | 2006  | 2011  | 2012   |
| ----- | ----- | ----- | ----- | ----- | ----- | ----- | ----- | ------ |
| 9 736 | 9 091 | 8 540 | 8 447 | 8 454 | 8 605 | 9 509 | 9 929 | 10 074 |